# 罗卡莫里切
罗卡莫里切（義大利語：Roccamorice），是意大利佩斯卡拉省的一个市镇。总面积24平方公里，人口998人，人口密度41.6人/平方公里（2009年）。ISTAT代码为068034。